# Screaming Frogs
Screaming Frogs（スクリーミング・フロッグス）は、日本で活動している音楽ユニットである。

## メンバー
- Tama（ボーカル ex.Hysteric Blue）
- 若菜拓馬（ギター、unsuspected monogram、TAKUYA and the Cloud Collectors）
- 楠瀬拓哉（ドラムス ex.Hysteric Blue）
- 佐久間音哉（キーボード、unsuspected monogram）

### 旧メンバー
- 屋敷豪太（ドラムス）
- 佐久間正英（ベース&キーボード、プロデューサー）
- 砂山淳一（ベース）

## 経歴
- 2003年、Hysteric Blue活動休止後に、Tamaのソロユニットとして、若菜拓馬、佐久間正英、屋敷豪太が参加し「The Screaming Frogs」が結成される。
- 2004年、Hysteric Blue解散。1stアルバム『the frogs at beautiful sunset』が日本クラウンからリリースされた。
- 2005年、2ndアルバム『for the Frogs』リリース。
- 2007年、神宮外苑花火大会メインステージに出演。
- 2009年、鋼の錬金術師キャラクターソングに、Tamaと楠瀬拓哉が作詞で参加。若菜拓馬、砂山淳一、佐久間音哉は各パートで収録に参加。
- 2010年6月、Tamaのライヴサポートに楠瀬拓哉、砂山淳一、佐久間音哉が参加。
LiveではTamaと若菜拓馬以外のパートが流動的だったが、これを機に固定メンバーになる。
- 2011年、呼称を「The」を省いた「Screaming Frogs」に改訂。ミニアルバム「きこえてくるよ」をライヴ会場限定でリリース。
- 6月4日、両国SUNRIZEでのワンマンライヴ。
- 10月29日、渋谷eggmanにて「TADPOLE」のレコ発ワンマンライヴ。
- 12月、Ustream Liveをもって、Bassの砂山淳一が脱退。iTunesにて「きこえてくるよ」「TADPOLE」の配信を開始。

## ディスコグラフィー

### アルバム
1. the frogs at beautiful sunset（2004年12月15日）
  1. BOY FRIEND
  2. Love Diary【SOS】
  3. かわいい夢
  4. いちばん星
  5. Good Night
  6. いいね
  7. Origami Collector
  8. イルミネーション
  9. dark horse
  10. SUNSET
2. for the Frogs（2005年6月22日）
  1. COME IN!!
  2. Sha-la-la-la Holiday
  3. ステンドグラス
  4. マーメイド
  5. ロケット
  6. 雑踏
  7. 約束
  8. one way
  9. ふしぎなきもち
  10. 桜色
  11. PEACE

### ミニアルバム
1. きこえてくるよ（2011年2月28日）
  1. Winding Road
  2. ヒト
  3. Sorrow
  4. ゴミをつくりましょう
2. TADPOLE（2011年10月29日）
  1. Bluff
  2. こだま
  3. うそつき
  4. Duvet